# Mando (Sängerin)
Mando (griechisch Μαντώ; eigentl.: Adamantia Stamatopouloua, griech: Αδαμαντία Σταματοπούλου; ) (* 13. April 1966 in Piräus) ist eine griechische Popsängerin.

## Leben und Karriere
Die Tochter eines Jazzpianisten und einer Sopranistin kam schon früh mit Musik in Verbindung. Sie spielte in Musicals und sang bei allerlei Bands verschiedener Genres. Mit 18 Jahren wurde sie von der Plattenfirma CBS entdeckt. Ihre ersten Singles erschienen in englischer Sprache, gleichzeitig hatte sie einen mehrjährigen Aufenthalt in den Vereinigten Staaten, wo sie eine Gesangsausbildung absolvierte. 1989 erschien ihr Debütalbum dann in griechischer Sprache.
Als Gewinnerin der Vorauswahl durfte sie mit dem Popsong Never Let You Go beim Eurovision Song Contest 2003 teilnehmen, bei dem sie den 17. Platz erreichte.
Im April 2013 nahm sie an der ersten Staffel der griechischen Version der Fernsehshow Your Face Sounds Familiar teil und belegte einen vierten Platz. Hier trat sie unter anderem als Barbra Streisand, Nana Mouskouri und Stevie Wonder auf.
2017 erschien mit Bare Bones ein neues, englischsprachiges Rock-Album von Mando.

## Diskografie

### Alben
- 1989: Dos Mou Ena Fili... Afto to Kalokairi
- 1990: Ptisi Gia Dio
- 1991: Kinisi Triti
- 1992: Esthisis
- 1993: I Diki Mas I Agapi
- 1994: Anisiho Vlemma
- 1995: I Mando Ston Evdomo Ourano
- 1997: Gia Oles Tis Fores
- 1998: Prodosia
- 2000: Se Alli Diastasi
- 2003: Oi Agapes Fevgoun, Ta Tragoudia Menoun
- 2008: Mando II
- 2011: Perfection
- 2017: Bare Bones
- 2021: Vradines Diadromes

### Kompilationen
- 2003: Oi Megaliteres Epityhies

### EPs
- 2001: Liakis Costas (mit Coltrane Big Band)

### Singles (Auswahl)
- 1996: Emis (mit Antonis Remos)
- 1997: Danika
- 1997: Teleftea Fora
- 1997: Fevgo
- 1998: Pos Zis?
- 1998: Prodosia (Original: Nâlân – Yaralandım)
- 2000: Aşk (mit Sertab Erener)
- 2003: Never Let You Go (griechischer ESC-Beitrag)